# Bruine langsprietslakvlieg
De bruine langsprietslakvlieg (Sepedon spinipes) is een vliegensoort uit de familie van de slakkendoders (Sciomyzidae). De wetenschappelijke naam van de soort is voor het eerst geldig gepubliceerd in 1763 door Scopoli.